# Spora (Elsteraue)
Spora is een plaats in de Duitse gemeente Elsteraue, deelstaat Saksen-Anhalt, en telt 1.158 inwoners (1993).